# Промоутерские торги
Промоутерские торги (англ. purse bid) являются первым шагом в организации профессионального боксёрского поединка. В них принимает участие промоутер (или промоутеры), который проводит данный поединок (турнир). Все заинтересованные зарегистрированные промоутеры вправе предложить сумму призовых, которую получат боксёры за участие в матче, в случае, если стороны, представляющие боксёров, не смогли договориться до установленного крайнего срока. Сторона, предложившая наиболее крупную сумму, побеждает, однако она обязана внести определённый её процент авансом до истечения оговоренного срока. Призовой фонд делится между боксёрами согласно стандартному регламенту организации, санкционирующей бой. Чемпион обычно получает 70 % от общей суммы, а претендент — 30 % (правила допускают и исключения, например, 60/40 или 55/45, а в отдельных случаях — даже 50/50), если же титул объявлен вакантным, претенденты, как правило, делят призовые поровну. Правила также могут предусматривать бонус для победителя (обычно 10 % от общей суммы).